# Стасюлёните, Инга
Инга Стасюлёните (лит. Inga Stasiulionytė; род. 29 июня 1981, Вильнюс) — литовская легкоатлетка, специалистка по метанию копья. Выступала на профессиональном уровне в 1999—2017 годах, двукратная чемпионка Литвы, победительница и призёрка первенств национального значения, участница летних Олимпийских игр в Пекине. В 2010-х годах также представляла Монако.

## Биография
Инга Стасюлёните родилась 29 июня 1981 года в Каунасе, Литовская ССР.
Впервые заявила о себе на международном уровне в сезоне 1999 года, когда вошла в состав литовской сборной и выступила на юниорском европейском первенстве в Риге, где стала в метании копья шестой.
В 2000 году метала копьё на юниорском мировом первенстве в Сантьяго, но в финал здесь не вышла.
Занималась лёгкой атлетикой во время учёбы в Университете Южной Калифорнии, состояла в местной легкоатлетической команде USC Trojans и регулярно принимала участие в различных студенческих соревнованиях в США, в частности в 2001 году одержала победу в чемпионате Национальной ассоциации студенческого спорта (NCAA). Также в этом сезоне показала 12-й результат на молодёжном европейском первенстве в Амстердаме.
В 2003 году заняла 14-е место на молодёжном европейском первенстве в Быдгоще. Будучи студенткой, представляла страну на Всемирной Универсиаде в Тэгу, где стала 13-й.
В 2005 году победила на чемпионате Литвы в Каунасе, установив при этом свой личный рекорд — 62,27 метра. На чемпионате мира в Хельсинки в финал не вышла, тогда как на Универсиаде в Измире была седьмой.
Благодаря череде удачных выступлений в 2008 году удостоилась права защищать честь страны на летних Олимпийских играх в Пекине — на предварительном квалификационном этапе метнула копьё на 55,66 метра, чего оказалось недостаточно для выхода в финальную стадию.
Представляя легкоатлетический клуб из Монако, в 2013 и 2015 годах принимала участие в Играх малых государств Европы — в обоих случаях завоевала в метании копья серебряные награды.
Завершила спортивную карьеру по окончании сезона 2017 года.